# Гызыл-Кенгерли
Гызыл-Кенгерли или Кызыл-Кенгерли (азерб. Qızıl Kəngərli) — село в административно-территориальном округе села Бойахмедли Агдамского района Азербайджана. Расположено на берегу реки Хачынчай.

## История
Согласно результатам Азербайджанской сельскохозяйственной переписи 1921 года, селение Кизилы Кангерлы входило в состав Кабарда Бой Ахмедлинского сельского общества Джеванширского уезда Азербайджанской ССР. Население — 422 человека (77 хозяйств), преобладающая национальность — тюрки азербайджанские.
По данным на 1933 год село Кызыл-Кенгерли, численностью 445 человек (92 хозяйства, 239 мужчин и 206 женщин) входило в Бойахмедлинский сельсовет (населённые пункты Бойахмедли, Карапирим, Салах-Кенгерли) Агдамского района Азербайджанской ССР. Население всего Бойахмедлинского сельсовета на 98,5 % составляли тюрки (азербайджанцы).
В ходе Первой карабахской войны, 26 июля 1993 году село было занято армянскими вооружёнными силами, и до ноября 2020 года находилось под контролем непризнанной НКР. По административно-территориальному делению НКР, село называлось Нор-Марага и относилось к Мартакертскому району.
После Второй карабахской войны согласно трёхстороннему заявлению о прекращении огня, 20 ноября 2020 года Агдамский район был возвращён Азербайджану.